# Nea Lehtola
Nea Lehtola, född den 24 oktober 1998 i Vindala, är en finländsk fotbollsspelare.

## Biografi
Nea Lehtola inledde sin seniorkarriär i det finländska laget Ilves Tammerfors år 2014. 2019 värvades hon av HJK och 2022 av Brøndby IF innan hon 2024 kontrakterades av SK Brann. Hon har även representerat det finländska damlandslaget där hon debuterade 2020.